# (6206) Corradolamberti
(6206) Corradolamberti ist ein Asteroid des Hauptgürtels, der am 15. Oktober 1985 von dem US-amerikanischen Astronomen Edward L. G. Bowell an der Anderson Mesa Station (IAU-Code 688) des Lowell-Observatoriums in Coconino County entdeckt wurde.
Der Asteroid ist Mitglied der Koronis-Familie, einer Gruppe von Asteroiden, die nach (158) Koronis benannt ist.
Der Himmelskörper wurde am 2. Februar 1999 nach dem italienischen Astrophysiker Corrado Lamberti (1947–2020) benannt, der zusammen mit Margherita Hack Gründer und später Direktor des astronomischen Wissenschaftsmagazin L’Astronomia war.